# Ottavo Padiglione
Gli Ottavo Padiglione sono stati un gruppo musicale italiano attivo dal 1992 al 2003, fondato a Livorno, originalmente con il nome Les Bijoux, da Bobo Rondelli.

## Storia
Bobo Rondelli fonda il trio Les Bijoux che pubblicano solamente un album, My Home, cantando in inglese. Nel 1992, iniziando a cantare in italiano, il gruppo cambia denominazione e diventa Ottavo Padiglione, prendendo ispirazione per il nome da quello del reparto di psichiatria dell'ospedale di Livorno.
In questo periodo la formazione è completata dal violinista Steve Lunardi, dal bassista e contrabbassista Alessandro Minuti e dal batterista Sergio Adami. Già da diverso tempo prima, però, le prime canzoni del repertorio del gruppo venivano eseguite nei locali della città in duo da Rondelli e Minuti.
Nel 1993, grazie all'incontro tra Bobo Rondelli e Alberto Pirelli, produttore dei Litfiba, la casa discografica EMI produce il primo album del gruppo, Ottavo Padiglione, che vende 30 000 copie. Dall'album viene estratto uno dei singoli più noti del gruppo, Ho picchiato la testa. L'album viene registrato a Sesto Fiorentino dallo stesso Rondelli assieme a Adriano Primadei per essere poi missato all'Ira Soundlab con Fabrizio Simoncioni come tecnico del suono, che partecipa al lavoro anche in qualità di corista. Con gli Ottavo Padiglione, Bobo Rondelli apre concerti ad artisti più noti, come Nick Cave e Vasco Rossi.
Nel 1995 l'etichetta discografica Black Out con Fabrizio Barbacci produce l'album Fuori posto, che contiene nuovi brani e altre canzoni presenti nel repertorio del gruppo e suonate spesso dal vivo. Presentano il singolo Sei andata via alla trasmissione televisiva Roxy Bar. Con Onde reggae, pubblicato dall'etichetta discografica Arroyo nel 1999, gli Ottavo Padiglione, affiancandosi a Dennis Bovell, virano verso sonorità reggae senza tuttavia dimenticare le loro origini. Il singolo estratto dall'album, Hawaii da Shangai, è dedicata alla memoria di Alessandro Minuti, l'ex bassista scomparso qualche tempo prima.
Nel 2003 esce il loro ultimo lavoro, Ultima follia/Best a bestia, un doppio album costituito da un album in studio, Ultima follia, e da una raccolta, Best a bestia.

## Formazione
- Bobo Rondelli - voce, chitarra
- Steve Lunardi - violino
- Alessandro Minuti - basso, contrabbasso
- Sergio Adami - batteria

## Discografia

### Come Les Bijoux
Album in studio
- 1988 - My Home

Album dal vivo
- 1987 - Live At 4 Mori 7-10-86

### Come Ottavo Padiglione
Album in studio
- 1993 - Ottavo Padiglione
- 1995 - Fuori posto
- 1999 - Onde reggae
- 2003 - Ultima follia/Best a bestia

Singoli
- 1993 - Ho picchiato la testa
- 1995 - Dal balcone
- 1995 - Sei andata via
- 1999 - In vacanza
- 1999 - Hawaii da Shangai
- 1999 - New England a non so dove